# حمید شب‌خیز
حمید شب‌خیز (زاده ۳ اسفند ۱۳۳۳ در رشت) مجری و خوانندهٔ سابق ایرانی مقیم لس‌آنجلس است. وی بنیان‌گذار شبکهٔ تلویزیونی ایران (ITN) است که از اوایل سال۲۰۰۲ میلادی در لس آنجلس کالیفرنیا در ایالات متحده آمریکا، شروع به فعالیت کرد. او از مخالفان جمهوری اسلامی ایران است.

## زندگی
حمید شب‌خیز در خانواده‌ای اهل رشت به دنیا آمد. او در تبریز بزرگ شده است. او دانش‌آموختهٔ مدرسه عالی ترجمه بوده و پیش از انقلاب در نمایش تلویزیونی میخک نقره‌ای فریدون فرخزاد ترانه‌ای به نام «کودک بابا» اجرا کرد. شبخیز و همسرش، ماندانا بهراد، پس از ازدواج به آمریکا مهاجرت کردند و در سانفرانسیسکو ساکن شدند. آنها دو فرزند به نام پانته‌آ و امید دارند.
والدین شبخیز هر دو از اهالی رشت بوده و سال‌هاست که فوت شده‌اند. وی دو برادر به نام‌های فرید و رحیم و همچنین دو خواهر بزرگتر از خود دارد. فرید شبخیز، برادر کوچکترش، از تهیه‌کنندگان شبکه ۳ سیما می‌باشد و رحیم شبخیز که برادر بزرگتر اوست صدابردار صدا و سیماست و یک استودیوی ضبط آهنگ در تهران دارد. پانته‌آ شب‌خیز اولین فرزند حمید در رشتهٔ داروسازی در آمریکا تحصیل کرده است و فرزند دومش امید که در آمریکا به دنیا آمده در عرصهٔ بازیگری و فیلم‌های هالیوودی فعالیت دارد.

### از رشت تا تبریز و تهران
شب‌خیز به‌خاطر شغل پدرش در شهرهای مختلفی چون تبریز، تهران و رشت زندگی کرده است. خانوادهٔ وی بعد از تولد او مدتی در تبریز بودند و سپس از ۵ ماهگی‌اش به رشت نقل مکان کردند؛ به همین سبب او خودش را رشتی می‌داند.
او بعد از مدتی با خانواده در خیابان سلسبیل تهران ساکن شدند.

### از علاقه به اجرا تا خوانندگی
شب‌خیز می‌گوید به‌خاطر علاقه‌اش به کارِ اجرا از ۱۲ سالگی روبه‌روی آینه می‌نشست و تمرین گویندگی می‌کرد، اما بعدها رو به خوانندگی آورد و به‌صورت جدی وارد عرصهٔ خواندن شد.

### ازدواج و همسرش
شبخیز در زمان دانشجویی، در دانشگاه با دختری به‌نام «ماندانا بهراد» آشنا شد. آنها بعد از یک‌ونیم سال ارتباط به آمریکا مهاجرت و در آنجا ازدواج کردند. پس از اینکه اولین فرزندشان به‌نام «پانته‌آ» متولد شد، شب‌خیز آهنگی به نام «کودک بابا» برای دخترش پیش از انقلاب در نمایش تلویزیونی میخک نقره‌ای فریدون فرخزاد اجرا کرد.
آن‌ها دو سال پس از ازدواج، در سال ۱۳۵۸ به دلیل دلتنگی بیش‌ازحد به ایران بازگشتند.

### مهاجرت به آمریکا
در سال‌های اولیهٔ پس از انقلاب، حمید شب‌خیز کارمند شرکت هواپیمایی ایرفرانس بود. او در سال ۱۳۶۰، پس از درگیری با عده‌ای، تصمیم به مهاجرت گرفت و به همراه همسر و دختر خردسالشان به آمریکا رفتند.